# Sân vận động Arsenal
Sân vận động Arsenal (tiếng Anh: Arsenal Stadium) là một sân vận động bóng đá ở Highbury, Luân Đôn. Đây là sân nhà của Arsenal F.C. từ ngày 6 tháng 9 năm 1913 đến ngày 7 tháng 5 năm 2006. Sân thường được biết đến với tên gọi "Highbury" do sân nằm ở quận Highbury. Câu lạc bộ đã đặt cho sân vận động này biệt danh là "Ngôi nhà của bóng đá".